# Замбези (регион)
Замбези (на английски: Zambezi Region; до август 2013 г. Каприви, на английски: Caprivi) е един от 13-те региона на Намибия, с административен център Катима Мулило. Областта носи името на бившия германски райхсканцлер Лео фон Каприви (1831 – 1899).

## География
Каприви е предимно тропически регион с високи температури. Характеризира се с голямо количество дъждове, падащи в периода декември – март, което го прави най-влажния район в Намибия.
Регионът е дом на близо 450 вида животни, включително и на африканския саванен слон. Това прави Каприви известна туристическа дестинация. Дивият живот в региона е защитен в няколко национални парка – Буабуата, Мудуму, Лизаулу, Мамили, Маханго и Западнокапривския национален парк. Животните свободно пресичат немаркираната граница с Ботсвана, където територията също е защитена от Национален парк Чобе. Регионът е първенец и по броя на птиците, които живеят тук – близо 70% от птичето богатство на Намибия.
Катима Мулило е административен център на региона и най-голямото населено място. Други по-малки градчета са Чои, Чинчимане, Букало, Сибинда и Импалила.

## Граници
Каприви е провинцията в страната, която има най-много външни граници с други страни отколкото със съседния регион Окаванго в Намибия.
- На север граничи с провинция Куандо Кубанго на Ангола.
- На север граничи със Западната провинция на Замбия.
- На юг граничи със Северозападната област на Ботсвана.

## Население
В Каприви живеят около 90 хил. души, което се равнява на 4% от цялото население на Намибия. От тях 17 хил. души са лози – етническа група, наброяваща 556 хил. души, като по-голямата част от тях живеят Западна Замбия, Северозападно Зимбабве и Северна Ботсвана. Езикът, говорен от лози, се е превърнал в лингва франка в източната част на Каприви.
Съществува етническо напрежение между лози и най-многобройния народ, живеещ в северна Намибия овамбо. Това довежда до въоръжен конфликт през 1994 г. и образуването на Фронта за освобождение на Каприви. Фронтът се обявява за самоуправление на ивицата Каприви.
Регионът е разделен на шест избирателни окръга – Конгола, Линианти, Сибинда, Катима Мулило – градски, Катима Мулило – селски и Кабе.
| Избирателен окръг       | Код по ISO 3166-2 | Площ в km² | Жители | Жители/km² | Главен град   |
| ----------------------- | ----------------- | ---------- | ------ | ---------- | ------------- |
| Кабе                    | NA.CA.KB          | –          | 14.979 | –          | Кабе          |
| Конгола                 | NA.CA.KO          | –          | 4.134  | –          | Конгола       |
| Линианти                | NA.CA.LI          | –          | 13.741 | –          | Линианти      |
| Катима Мулило – селски  | NA.CA.KR          | –          | 22.197 | –          | Катима Мулило |
| Катима Мулило – градски | NA.CA.KU          | 645        | 25.000 | 38.76      | Катима Мулило |
| Сибинда                 | NA.CA.SI          | 1.002      | 9.164  | 9.15       | Сибинда       |